# 2018年冬季奧林匹克運動會越野滑雪比賽
2018年冬季奥林匹克运动会越野滑雪比賽於2018年2月10日至25日在南韓平昌阿爾卑西亞越野中心舉行。本屆賽事共設12個項目。

## 賽程
以下為12個項目的賽程：
所有时间为韩国标准时（UTC+09:00）
| 日期    | 时间  | 项目                     |
| ------- | ----- | ------------------------ |
| 2月10日 | 16:15 | 女子双追逐               |
| 2月11日 | 15:15 | 男子双追逐               |
| 2月13日 | 17:30 | 男子个人竞速古典式       |
| 2月13日 | 20:00 | 女子个人竞速古典式       |
| 2月15日 | 15:30 | 女子10公里自由式         |
| 2月16日 | 15:00 | 男子15公里自由式         |
| 2月17日 | 18:30 | 女子4×5公里接力          |
| 2月18日 | 15:15 | 男子4×10公里接力         |
| 2月21日 | 17:00 | 男子团体竞速自由式       |
| 2月21日 | 19:00 | 女子团体竞速自由式       |
| 2月24日 | 14:00 | 男子50公里集体出发古典式 |
| 2月25日 | 15:15 | 女子30公里集体出发古典式 |

## 奖牌榜
| 排名 | 国家／地区                  | 金牌 | 银牌 | 铜牌 | 總數 |
| ---- | --------------------------- | ---- | ---- | ---- | ---- |
| 1    | 挪威（NOR）                 | 7    | 4    | 3    | 14   |
| 2    | 瑞典（SWE）                 | 2    | 3    | 1    | 6    |
| 3    | 芬兰（FIN）                 | 1    | 1    | 2    | 4    |
| 4    | 瑞士（SUI）                 | 1    | 0    | 0    | 1    |
| 4    | 美国（USA）                 | 1    | 0    | 0    | 1    |
| 6    | 俄罗斯奥林匹克运动员（OAR） | 0    | 3    | 5    | 8    |
| 7    | 意大利（ITA）               | 0    | 1    | 0    | 1    |
| 8    | 法国（FRA）                 | 0    | 0    | 2    | 2    |
|      | 總計                        | 12   | 12   | 13   | 37   |

## 奖牌得主

### 男子
| 项目           | 金牌 | 金牌      | 银牌 | 银牌      | 铜牌                                                                                 | 铜牌      |
| 15公里自由式   | 達廖·科洛尼亞 · 瑞士（SUI）                                                                                  | 33:43.9   | 西門·赫格斯塔德·克魯格 · 挪威（NOR）                                                                        | 34:02.2   | 丹尼斯·斯皮佐夫 · 俄罗斯奥林匹克运动员（OAR）                                        | 34:06.9   |
| 30公里双追逐   | 西門·赫格斯塔德·克魯格 · 挪威（NOR）                                                                         | 1:16:20.0 | 马丁·约翰斯鲁德·松德比 · 挪威（NOR）                                                                        | 1:16:28.0 | 漢斯·克里斯特·霍隆德 · 挪威（NOR）                                                   | 1:16:29.9 |
| 50公里古典式   | 伊沃·尼斯卡宁 · 芬兰（FIN）                                                                                  | 2:08:22.1 | 亚历山大·博利舒诺夫 · 俄罗斯奥林匹克运动员（OAR）                                                           | 2:08:40.8 | 安德烈·拉里科夫 · 俄罗斯奥林匹克运动员（OAR）                                        | 2:10:59.6 |
| 4×10公里接力   | 挪威（NOR） · 迪德里克·滕塞特 · 马丁·约翰斯鲁德·松德比 · 西門·赫格斯塔德·克魯格 · 约翰内斯·赫斯弗洛特·克莱博 | 1:33:04.9 | 俄罗斯奥林匹克运动员（OAR） · 安德烈·拉里科夫 · 亚历山大·博利舒诺夫 · 阿列克谢·切尔沃特金 · 丹尼斯·斯皮佐夫 | 1:33:14.3 | 法国（FRA） · 让-马克·加亚尔 · 莫里斯·马尼菲卡 · 克萊芒·帕里斯 · Adrien Backscheider | 1:33:41.8 |
| 个人竞速古典式 | 约翰内斯·赫斯弗洛特·克莱博 · 挪威（NOR）                                                                     | 3:05.75   | 费代里科·佩莱格里诺 · 意大利（ITA）                                                                         | 3:07.09   | 亚历山大·博利舒诺夫 · 俄罗斯奥林匹克运动员（OAR）                                    | 3:07.11   |
| 团体竞速自由式 | 挪威（NOR） · 马丁·约翰斯鲁德·松德比 · 约翰内斯·赫斯弗洛特·克莱博                                            | 15:56.26  | 俄罗斯奥林匹克运动员（OAR） · 丹尼斯·斯皮佐夫 · 亚历山大·博利舒诺夫                                         | 15:57.97  | 法国（FRA） · 莫里斯·马尼菲卡 · 里夏尔·茹夫                                          | 15:58.28  |

### 女子
| 项目           | 金牌 | 金牌      | 银牌                                                                | 银牌      | 铜牌 | 铜牌      |
| 10公里自由式   | 朗希尔·哈加 · 挪威（NOR）                                                                               | 25:00.5   | 夏洛特·卡拉 · 瑞典（SWE）                                           | 25:20.8   | 玛丽特·比约根 · 挪威（NOR） · 克丽丝塔·派尔迈科斯基 · 芬兰（FIN）                                                 | 25:32.4   |
| 15公里双追逐   | 夏洛特·卡拉 · 瑞典（SWE）                                                                               | 40:44.9   | 玛丽特·比约根 · 挪威（NOR）                                         | 40:52.7   | 克丽丝塔·派尔迈科斯基 · 芬兰（FIN）                                                                               | 40:55.0   |
| 30公里古典式   | 玛丽特·比约根 · 挪威（NOR）                                                                             | 1:22:17.6 | 克丽丝塔·派尔迈科斯基 · 芬兰（FIN）                                 | 1:24:07.1 | 斯蒂娜·尼尔松 · 瑞典（SWE）                                                                                       | 1:24:16.5 |
| 4×5公里接力    | 挪威（NOR） · 英维尔·弗吕格斯塔·厄斯特贝格 · 阿斯特丽·于伦霍尔特·雅各布森 · 朗希尔·哈加 · 玛丽特·比约根 | 51:24.3   | 瑞典（SWE） · 安娜·哈格 · 夏洛特·卡拉 · 埃芭·安德松 · 斯蒂娜·尼尔松 | 51:26.3   | 俄罗斯奥林匹克运动员（OAR） · 纳塔利娅·涅普里亚耶娃 · 尤莉娅·别洛鲁科娃 · 阿纳斯塔西娅·谢多娃 · Anna Nechaevskaya | 52:07.6   |
| 个人竞速古典式 | 斯蒂娜·尼尔松 · 瑞典（SWE）                                                                             | 3:03.84   | 梅肯·卡丝佩森·法拉 · 挪威（NOR）                                    | 3:06.87   | 尤莉娅·别洛鲁科娃 · 俄罗斯奥林匹克运动员（OAR）                                                                   | 3:07.21   |
| 团体竞速自由式 | 美国（USA） · 姬坎·兰德尔 · 傑茜·迪金斯                                                                 | 15:56.47  | 瑞典（SWE） · 夏洛特·卡拉 · 斯蒂娜·尼尔松                           | 15:56.66  | 挪威（NOR） · 玛丽特·比约根 · 梅肯·卡丝佩森·法拉                                                                  | 15:59.44  |